# Nekrolog 1263
Nekrolog
◄◄
| ◄
| 1259
| 1260
| 1261
| 1262
| 1263 | 1264 | 1265 | 1266 | 1267 | ► | ►►
Weitere Ereignisse | Allgemeiner Nekrolog 1263
Die Beschreibung der verstorbenen Person sollte so kurz wie möglich gehalten sein und nur deren signifikante Tätigkeit(en) enthalten.
Neue Namen ggf. auch unter dem Geburts- und Sterbedatum, also etwa unter 1. Januar und im Geburts- und Sterbejahr (2024) eintragen (nur bei entsprechender großer Wichtigkeit). Für Beispiele siehe die schon vorhandenen Artikel.
Außerdem über die fünf zuletzt Verstorbenen, zu denen es einen ausreichend guten Artikel für eine Präsentation auf der Hauptseite gibt, nach der todesbedingten Überarbeitung der Artikel ggf. auch unter Wikipedia Diskussion:Hauptseite informieren und sie am besten auch in den anderen Wikipedia-Sprachversionen eintragen. Tipp: Regelmäßig bei news.google.de nach „ist tot“, „gestorben“ oder „verstorben“ suchen.
Wenn eine Person gestorben ist, gibt es viele Seiten zu dieser Person in der Wikipedia, die davon auch betroffen sind und entsprechend aktualisiert werden müssen. Beispiele: Namenübersichtsseite, Geburtsjahr, Geburtsort-Seiten und viele mehr.
Wie finde ich die betroffenen Seiten?
Im Suchfeld auf der linken Seite gibt man den Suchbegriff so ein: „Vorname Nachname“. Dann klickt man auf Volltext und alle Seiten mit entsprechendem Suchtext werden aufgerufen. Hier sieht man dann schnell, wo auch das Todesjahr Sinn macht oder sogar ein Teil des Artikels angepasst werden muss. Auch hilft das „Werkzeug“ auf der linken Seite sehr gut, um solche Seiten aufzufinden: „Links auf diese Seite“. Somit ist die Wikipedia wieder aktuell in allen Bereichen! Hinweis: bei Eintragung der Kategorie „Gestorben JAHR“ wird der Missbrauchsfilter 49 ausgelöst, was jedoch nicht schlimm ist. Siehe: Spezial:Missbrauchsfilter/49
Dies ist eine Liste von im Jahr 1263 verstorbenen bekannten Persönlichkeiten. Die Einträge erfolgen innerhalb der einzelnen Daten alphabetisch sortiert. Tiere sind im Nekrolog für Tiere zu finden.

## Januar
| Tag       | Name              | Beruf, bekannt als                                                             | Alter | Beleg |
| --------- | ----------------- | ------------------------------------------------------------------------------ | ----- | ----- |
| 7. Januar | Agnes von Andechs | durch Heirat Herzogin von Österreich und Steiermark sowie Herzogin von Kärnten |       |       |

## Februar
| Tag         | Name                                | Beruf, bekannt als    | Alter | Beleg |
| ----------- | ----------------------------------- | --------------------- | ----- | ----- |
| 12. Februar | Walter von Geroldseck               | Bischof von Straßburg |       |       |
| 25. Februar | John de Plessis, 7. Earl of Warwick | englischer Magnat     |       |       |

## März
| Tag      | Name                       | Beruf, bekannt als                                                   | Alter | Beleg |
| -------- | -------------------------- | -------------------------------------------------------------------- | ----- | ----- |
| 18. März | Eberhard IV. von Eberstein | Graf von Eberstein und Stauf, Stifter des Klosters Rosenthal (Pfalz) |       |       |
| 19. März | Hugo von Saint-Cher        | Dominikaner, Kardinal und Diplomat                                   |       |       |
| März     | Manuel I.                  | Kaiser von Trapezunt                                                 |       |       |

## April
| Tag       | Name      | Beruf, bekannt als                 | Alter | Beleg |
| --------- | --------- | ---------------------------------- | ----- | ----- |
| 20. April | Johann I. | Graf von Holstein-Kiel (1261–1263) |       |       |

## Juni
| Tag      | Name                 | Beruf, bekannt als                                                                                    | Alter | Beleg |
| -------- | -------------------- | --- | ----- | ----- |
| 7. Juni  | Bonifaz              | Graf von Savoyen                                                                                      | 18    |       |
| 29. Juni | Heidenreich von Kulm | Provinzial des Dominikanerordens in Polen und der erste Bischof von Kulm im Deutschordensland Preußen | 63    |       |

## August
| Tag        | Name                    | Beruf, bekannt als                                                     | Alter | Beleg |
| ---------- | ----------------------- | ---------------------------------------------------------------------- | ----- | ----- |
| 20. August | Gobert VI. von Apremont | Herr von Apremont-la-Forêt, Kreuzfahrer, Zisterziensermönch und Eremit |       |       |

## September
| Tag           | Name         | Beruf, bekannt als               | Alter | Beleg |
| ------------- | ------------ | -------------------------------- | ----- | ----- |
| 11. September | Otto I.      | Graf von Tecklenburg (1202–1263) |       |       |
| 12. September | Mindaugas I. | litauischer Herrscher            |       |       |

## November
| Tag          | Name                           | Beruf, bekannt als                                         | Alter | Beleg |
| ------------ | ------------------------------ | ---------------------------------------------------------- | ----- | ----- |
| 14. November | Alexander Jaroslawitsch Newski | russischer Nationalheld und Heiliger der orthodoxen Kirche |       |       |

## Dezember
| Tag          | Name                            | Beruf, bekannt als | Alter | Beleg |
| ------------ | ------------------------------- | ------------------ | ----- | ----- |
| 15. Dezember | Håkon IV.                       | König von Norwegen |       |       |
| Dezember     | Hugh de Vere, 4. Earl of Oxford | Earl of Oxford     |       |       |

## Datum unbekannt
| Tag | Name                      | Beruf, bekannt als                                           | Alter | Beleg |
| --- | ------------------------- | ------------------------------------------------------------ | ----- | ----- |
|     | al-Mughīth ʿUmar          | Ayyubide, Emir von Karak                                     |       |       |
|     | Einar Smjørbak Gunnarsson | Erzbischof von Nidaros                                       |       |       |
|     | Jona Gerondi              | spanischer Rabbiner und Moralist                             |       |       |
|     | Guido I. de la Roche      | Herzog von Athen                                             |       |       |
|     | Hōjō Tokiyori             | fünfter Shikken des Kamakura-Shogunates in Japan (1246–1256) |       |       |
|     | Hugo Libergier            | Baumeister der Gotik, Erster Architekt der Kathedrale Reims  |       |       |
|     | Shinran                   | Gründer der zugehörigen Schule der Jodo Shinshu              |       |       |